# Ottawa Senators
Gli Ottawa Senators sono una squadra di hockey su ghiaccio canadese con sede a Ottawa, Ontario. Giocano nella NHL dal 1992.
La squadra originale degli Ottawa Senators venne fondata nel 1883 e partecipò al campionato NHL dal 1917 al 1934, vincendo 11 Stanley Cup.
In seguito a dei guai economici la squadra si sciolse.
Nel 1989, in seguito alla costruzione di una nuova arena nei pressi di Ottawa iniziò una campagna denominata "Bring back the Senators" per riportare la squadra nella lega; nel 1992 ci fu il ritorno nella National Hockey League, sempre con il nome di Ottawa Senators.
La squadra ha un grande seguito, sono numerosi i fan club reperibili su internet o sui principali social Network.
Il loro nome deriva dal Senato del Canada.